# Sarticus
Sarticus is een geslacht van kevers uit de familie van de loopkevers (Carabidae). De wetenschappelijke naam van het geslacht is voor het eerst geldig gepubliceerd in 1865 door Motschulsky.

## Soorten
Het geslacht Sarticus omvat de volgende soorten:
- Sarticus aubei (Castelnau, 1867)
- Sarticus blackburni (Sloane, 1895)
- Sarticus brevicornis Blackburn, 1892
- Sarticus civilis (Germar, 1848)
- Sarticus cooki Sloane, 1903
- Sarticus coradgeri Sloane, 1903
- Sarticus cyaneocinctus (Chaudoir, 1865)
- Sarticus cycloderus (Chaudoir, 1865)
- Sarticus dampieri Sloane, 1903
- Sarticus discopunctatus (Chaudoir, 1865)
- Sarticus dixoni Sloane, 1915
- Sarticus esmeraldipennis (Castelnau, 1867)
- Sarticus freyi Straneo, 1960
- Sarticus habitans Sloane, 1889
- Sarticus impar Sloane, 1903
- Sarticus iriditinctus (Chaudoir, 1865)
- Sarticus ischnus (Chaudoir, 1878)
- Sarticus macleayi Sloane, 1889
- Sarticus monarensis Sloane, 1889
- Sarticus obesulus (Chaudoir, 1865)
- Sarticus obscurus Blackburn, 1892
- Sarticus obsolescens Moore, 1963
- Sarticus rockhamptoniensis (Castelnau, 1867)
- Sarticus sulcatus (W.J.Macleay, 1878)